# Bianca Atzei
Veronica Atzei, més coneguda artísticament com a Bianca Atzei (Milà, 8 de març de 1987) és una cantant i personalitat de televisió italiana.
Després del llançament d'uns quants senzills amb Ultrasuoni entre 2012 i 2014, l'artista d'origen sard va assolir cert protagonisme el febrer de 2015 arran de la seva participació al Festival de Música de Sanremo, on interpretà la cançó "Il solo al mondo". El títol va arribar abans del seu primer àlbum, Bianco e nero, publicat aquell mateix any pel segell Baraonda Edizioni Musicali.
El 14 de setembre del 2014 va interpretar, acompanyada pel conjunt vocal Nova Euphonia, l'Ave Maria en sard durant el casament de la famosa presentadora sarda Elisabetta Canalis amb Brian Perri.
El seu segon àlbum epònim, Veronica, que compta amb la participació de diversos artistes italians prestigiosos com ara Arisa o J-Ax, es va editar el 29 d'abril del 2022.

## Discografia
- Bianco e nero (2015)
- Veronica (2022)